# Boudevilliers
Boudevilliers (toponimo francese) è una frazione di 764 abitanti del comune svizzero di Val-de-Ruz (Canton Neuchâtel).

## Geografia fisica
Boudevilliers si trova nella valle Val-de-Ruz formata dal fiume Le Seyon, a nord del lago di Neuchâtel.

## Storia
Già comune autonomo che si estendeva per 12,57 km² e che comprendeva anche le frazioni di La Jonchère, Landeyeux e Malvilliers, in seguito all'esito favorevole del referendum del 27 novembre 2011 il 1º gennaio 2013 è stato aggregato agli altri comuni soppressi di Cernier, Chézard-Saint-Martin, Coffrane, Dombresson, Engollon, Fenin-Vilars-Saules, Fontainemelon, Fontaines, Le Pâquier, Les Geneveys-sur-Coffrane, Les Hauts-Geneveys, Montmollin, Savagnier e Villiers per formare il nuovo comune di Val-de-Ruz.

## Monumenti e luoghi d'interesse
- Chiesa parrocchiale riformata di San Giacomo, attestata dal 1510 e ricostruita nel XVII secolo (con abside del XII secolo)[2].

## Società

### Evoluzione demografica
L'evoluzione demografica è riportata nella seguente tabella:
Abitanti censiti

## Economia
Boudevilliers è un paese prevalentemente agricolo e artigianale.